# Antidotum (album 2 plus 1)
Antidotum – album zespołu 2 plus 1, wydany w 1989 roku nakładem wydawnictwa Tonpress.

## Ogólne informacje
Antidotum to dziesiąta i ostatnia studyjna płyta grupy, wydana cztery lata po poprzednim albumie, Video (w międzyczasie ukazała się jedynie składanka Greatest Hits – Live). Wszystkie piosenki skomponował i zaaranżował Janusz Kruk, a większość tekstów napisał Jacek Cygan. Stylistycznie Antidotum jest utrzymane w konwencji popowej, z elementami rocka i synth popu. Decydujący głos w sprawie brzmienia albumu miał Janusz Kruk. Szatę graficzną wydawnictwa zaprojektował Edward Lutczyn.
Płytę promowano m.in. występem w programie Premie i premiery w 1988 roku, gdzie zespół wykonał cztery utwory z albumu oraz piosenkę „Margarita”. Największy przebój z płyty to „Ocalę cię” (w 2005 roku własną wersję nagrała Reni Jusis). Album nie zdobył jednak takiej popularności, jaką cieszyły się poprzednie płyty. W 2003 roku wydano reedycję płyty na CD.

## Lista utworów
Strona A:
| 1. | „Niech w tobie gra coś pięknie” | 4:10  |
|    |                                 |       |
| 2. | „Ameryka cię zje”               | 3:25  |
|    |                                 |       |
| 3. | „Niespokojna kołysanka”         | 3:45  |
|    |                                 |       |
| 4. | „Za mało życia”                 | 3:40  |
|    |                                 |       |
| 5. | „Chłodnym okiem”                | 4:15  |
|    |                                 |       |
|    |                                 | 19:15 |
|    |                                 |       |
Strona B:
| 1. | „Ocalę cię”             | 3:55  |
|    |                         |       |
| 2. | „Rock antidotum”        | 4:20  |
|    |                         |       |
| 3. | „Przyciąganie ziemskie” | 3:55  |
|    |                         |       |
| 4. | „Londyński pub”         | 4:15  |
|    |                         |       |
| 5. | „Oszczędzaj serce”      | 2:05  |
|    |                         |       |
|    |                         | 18:30 |
|    |                         |       |

## Twórcy
2 plus 1:
- Elżbieta Dmoch – wokal
- Janusz Kruk – wokal, gitara, instrumenty klawiszowe
- Cezary Szlązak – wokal, saksofon, instrumenty klawiszowe

Muzycy towarzyszący:
- Jerzy Kossacz – instrumenty klawiszowe
- Janusz Koman – instrumenty klawiszowe
- Paweł Serafiński – syntezator
- Maciej Latański – gitara basowa